# 22521 ZZ Top
22521 ZZ Top este o planetă minoră (asteroid) din centura de asteroizi. A fost descoperită pe 2 martie 1998 la observatoire de la Côte d'Azur⁠(d) de OCA-DLR Asteroid Survey⁠(d) și a fost numită după ZZ Top. 
Obiectul prezintă o orbită caracterizată de o semiaxă mare de 2,3205581 UAi, o excentricitate de 0,09, o înclinație de 6,48325 ° în raport cu ecliptica.